# NGC 1511
NGC 1511 (również PGC 14236) – galaktyka spiralna (Sa), znajdująca się w gwiazdozbiorze Węża Wodnego. Odkrył ją John Herschel 2 listopada 1834 roku.
W galaktyce zaobserwowano supernową SN 1935C.